# Lobochilotes labiatus
Рід Lobochilotes складається лише з одного виду риб родини цихлові.

## Види
- Lobochilotes labiatus (Boulenger 1898)

Вид є ендеміком оз. Танганьїка, виростає до 36,8 см загальної довжини.